# Alpheus randalli
Alpheus randalli is een garnalensoort uit de familie van de Alpheidae. De wetenschappelijke naam van de soort is voor het eerst geldig gepubliceerd in 1980 door Banner & Banner.